# Karl Brunner (sciatore)
Karl Brunner (...) è un ex sciatore alpino italiano.

## Biografia
Brunner vinse la medaglia di bronzo nella combinata ai Campionati italiani nel 1988; non prese parte a rassegne olimpiche né ottenne piazzamenti in Coppa del Mondo o ai Campionati mondiali.

## Palmarès

### Campionati italiani
- 1 medaglia[1][2][3][4][5]:
  - 1 bronzo (combinata nel 1988)